# 7 октомври
7 октомври е 280-ият ден в годината според григорианския календар (281-ви през високосна). Остават 85 дни до края на годината.

## Събития
- 3761 пр.н.е. – Ден, в който е създаден света, съгласно юдаизма.
- 1571 г. – Състои се битката при Лепанто, Гърция, в която флотата на Османската империя е напълно унищожена от обединените морски сили на Испания и Венеция. Папа Пий V провъзгласява 7 октомври за празник на Дева Мария на Св. Броеница, като благодарност за нейната закрила над християнските войски.
- 1582 г. – Поради въвеждането на Григорианския календар този ден от тази година не съществува в Италия, Полша, Португалия и Испания.
- 1777 г. – Американска война за независимост: Американците побеждават британците в битката при Саратога.
- 1826 г. – В Масачузетс е открита първата американска железопътна линия.
- 1826 г. – Подписана е Акерманската конвенция между Руската и Османската империи.
- 1849 г. – Едгар Алън По умира в 5:00, четири дни след като е намерен в безпомощно състояние на улица в Балтимор.
- 1879 г. – Провеждат се избори за Областно събрание на Източна Румелия.
- 1896 г. – В Париж е положен първият камък на моста Александър III от руския император Николай II.
- 1908 г. – Остров Крит въстава срещу Османската империя и се присъединява към Гърция.
- 1908 г. – Австрия анексира Босна и Херцеговина.
- 1919 г. – Основана е холандската национална авиокомпания KLM, най-старата въздушна компания в света.
- 1920 г. – В Оксфордския университет са приети като студенти за първи път жени.
- 1934 г. – Осъществен е първият полет на съветския фронтови бомбардировач СБ (АНТ-40).
- 1940 г. – Втората световна война: Нацистка Германия нахлува в Румъния.
- 1943 г. – Втората световна война: Япония екзекутира 100 американски затворници на остров Уейк.
- 1944 г. – Втората световна война: Бунт в Аушвиц, евреите подпалват крематориумите.
- 1949 г. – Провъзгласена е Германската демократична република (Източна Германия) със столица Източен Берлин.
- 1959 г. – Космическа програма на СССР: За пръв път е фотографирана обратната страна на Луната от съветския космически апарат Луна 3.
- 1963 г. – Териториите на Хаити и Доминиканската република са ударени от урагана Флора, загиват 7190 души.
- 2001 г. – Започва Войната в Афганистан с атаката на САЩ по въздух и суша срещу талибаните в Афганистан.
- 2004 г. – Кралят на Камбоджа Нородом Сианук абдикира от престола.
- 2023 г. – Хамас и няколко други палестински бойни групи започват голяма атака срещу Израел, започва Войната на Израел срещу Хамас

## Родени
- 1301 г. – Александър II, велик княз на Владимирско-Суздалското княжество († 1339 г.)
- 1697 г. – Каналето, италиански художник († 1769 г.)
- 1748 г. – Карл II / Шарл XIII, крал на Швеция и Норвегия († 1818 г.)
- 1883 г. – Рачо Стоянов, български писател, драматург и преводач († 1951 г.)
- 1885 г. – Нилс Бор, датски физик, Нобелов лауреат († 1962 г.)
- 1890 г. – Димитър Дюлгеров, български богослов († 1966 г.)
- 1900 г. – Хайнрих Химлер, нацист и водач на СС († 1945 г.)
- 1900 г. – Хърбърт Бътърфийлд, британски историк († 1979 г.)
- 1910 г. – Георги Абаджиев, македонски писател († 1963 г.)
- 1912 г. – Фернандо Белаунде Тери, президент на Перу († 2002 г.)
- 1914 г. – Александър Цветков, български шахматист († 1990 г.)
- 1915 г. – Маргарита Алигер, руска поетеса († 1992 г.)
- 1919 г. – Жорж Дюби, френски историк († 1996 г.)
- 1931 г. – Дезмънд Туту, южноафрикански духовник, Нобелов лауреат († 2021 г.)
- 1932 г. – Румен Скорчев, български художник († 2015 г.)
- 1934 г. – Димитър Танев, литературовед и литературен критик
- 1941 г. – Борис Гаганелов, български футболист († 2020 г.)
- 1943 г. – Петър Чернев, български поп певец и композитор († 1992 г.)
- 1943 г. – Симеон Венков, български музикант
- 1946 г. – Вълю Тотев, български оперен певец
- 1952 г. – Валентин Василев, български политик
- 1952 г. – Владимир Путин, 2-ри и 4-ти президент на Русия
- 1953 г. – Тико Торес, кубински музикант
- 1959 г. – Стивън Ериксън, канадски писател
- 1960 г. – Теди Москов, български режисьор
- 1960 г. – Виктор Лазло, френско-белгийска певица, актриса и писателка
- 1964 г. – Йордан Боздански, български футболист
- 1964 г. – Румен Баросов, български поет и писател
- 1966 г. – Шърман Алекси, американски писател
- 1967 г. – Тони Бракстън, американска певица
- 1968 г. – Том Йорк, британски музикант (Radiohead)
- 1970 г. – Димитър Иванов, български футболист
- 1970 г. – Пенчо Чанев, български политик
- 1973 г. – Дида, бразилски футболист
- 1973 г. – Сами Хююпия, финландски футболист
- 1974 г. – Карлот Перели, шведска поппевица
- 1975 г. – Део, български тв водещ
- 1981 г. – Джелена Дженсън, американска порно актриса
- 1981 г. – Диану, бразилски футболист
- 1982 г. – Роби Джинепри, американски тенисист
- 1986 г. – Амбър Стивънс, американска певица
- 1986 г. – Бри Олсън, американска порно актриса
- 1995 г. – Стойо Тетевенски, български писател
- 1996 г. – Люис Капалди, шотландски певец и автор на песни
- 1998 г. – Трент Александър-Арнолд, английски професионален футболист

## Починали
- 336 г. – Марк, римски папа (* ?)
- 1796 г. – Томас Рейд, британски философ (* 1710 г.)
- 1849 г. – Едгар Алън По, американски писател (* 1809 г.)
- 1866 г. – Робърт Стоктън, сенатор (* 1795 г.)
- 1896 г. – Джон Лангдън Даун, английски учен, генетик (* 1828 г.)
- 1903 г. – Васил Кономладски, български революционер (* 1860 г.)
- 1904 г. – Димитър Цанко, български просветен деец (* 1814 г.)
- 1920 г. – Иван Гюрлуков, български революционер (* 1884 г.)
- 1939 г. – Борис Шчукин, руски драматичен артист (* 1894 г.)
- 1959 г. – Марио Ланца, американски актьор (* 1921 г.)
- 1967 г. – Норман Ейнджъл, британски писател и политик, Нобелов лауреат през 1933 г. (* 1872 г.)
- 1978 г. – Анри Корбен, френски ислямовед (* 1903 г.)
- 1978 г. – Вълко Гочев, български политик (* 1903 г.)
- 1980 г. – Константин Кацаров, български юрист и геополитик (* 1898 г.)
- 1981 г. – Александър Запорожец, руски психолог (* 1905 г.)
- 1982 г. – Димитър Каданов, български учен (* 1900 г.)
- 1987 г. – Христо Андонов - Полянски, югославски историк (* 1827 г.)
- 1994 г. – Нилс Ерне, датски имунолог, Нобелов лауреат през 1984 г. (* 1911 г.)
- 1998 г. – Николай Драганов, български писател – белетрист (* 1922 г.)
- 1999 г. – Григор Витанов, български военен и учител (* 1922 г.)
- 2006 г. – Анна Политковская, руска журналистка – убита (* 1958 г.)
- 2008 г. – Джеордже Емил Паладе, румънски клетъчен биолог, Нобелов лауреат през 1974 г. (* 1912 г.)
- 2009 г. – Ървинг Пен, американски фотограф (* 1917 г.)
- 2010 г. – Милка Планинц, хърватски адвокат и политик, седми премиер на Югославия (* 1924 г.)
- 2011 г. – Рамиз Алия, албански политик, първи президент на Албания (* 1925 г.)
- 2013 г. – Патрис Шеро, френски актьор, режисьор, продуцент и сценарист (* 1944 г.)
- 2014 г. – Зигфрид Ленц, полско-германски писател и драматург (* 1926 г.)
- 2015 г. – Хари Галатин, американски баскетболист и треньор (* 1927 г.)
- 2020 г. – Любен Гоцев, български политик (* 1930 г.)
- 2020 – Марио Молина, мексикански химик (* 1943 г.)

## Празници
- Световен ден за достоен труд – По решение на конгреса на Международната организация на профсъюзите 7 октомври 2008 г. е обявен за Световен ден „За достоен труд“, който обединява синдикалисти от цял свят в усилията им за установяване и спазване на работните права и солидарност.
- ГДР (бивша) – Ден на републиката (по повод създаването на просъветската държава, национален празник до 1989 г.)
- Киргизстан – Ден на Гражданското въздухоплаване
- СССР (бивш) – Ден на конституцията